# Latinamerikansk dans

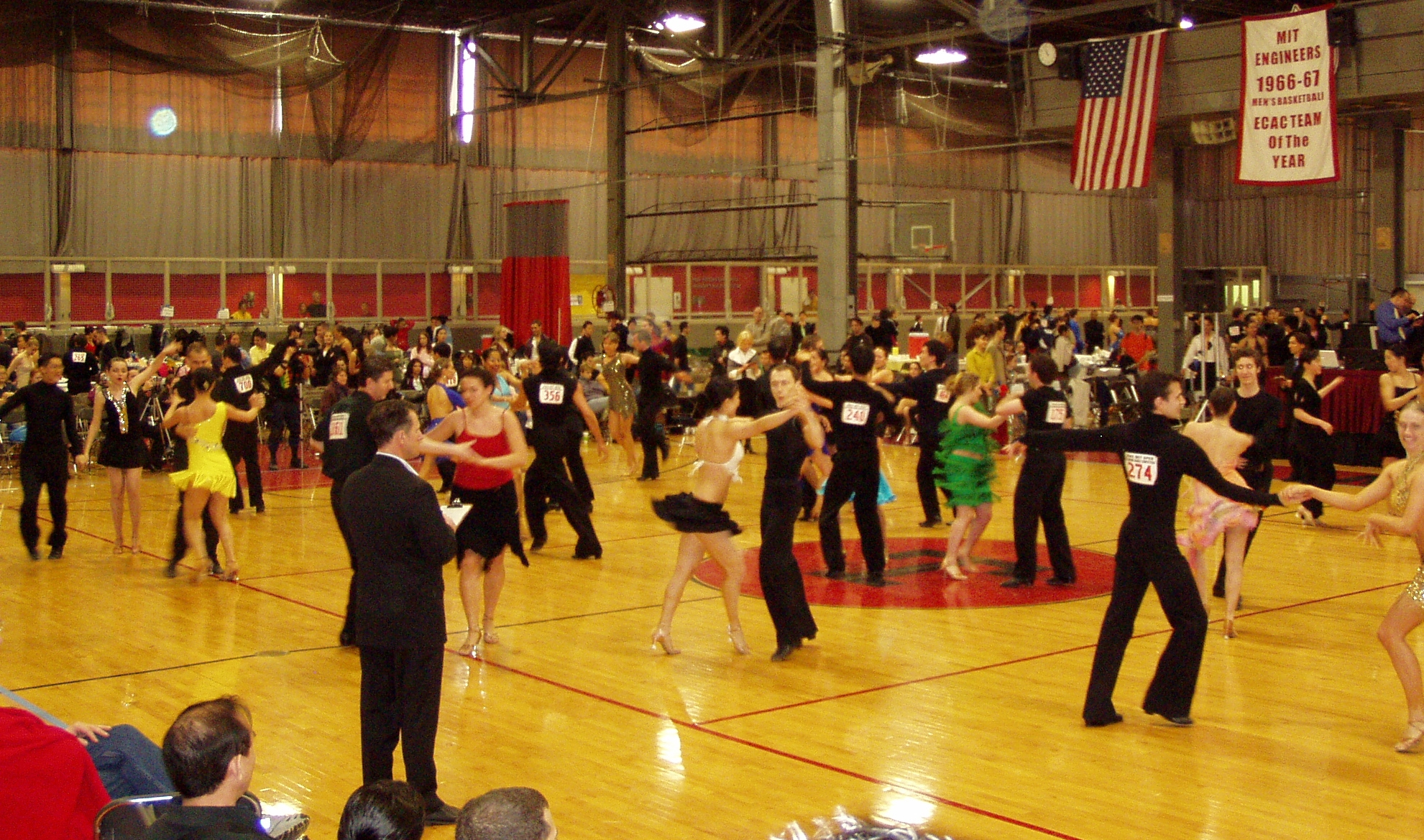
Tävling i latinamerikansk dans

Latinamerikansk dans syftar på danser med ursprung i Latinamerika, såsom cha-cha-cha, rumba, samba, salsa, mambo, merengue, bachata, cumbia reggaeton, son, forró och bolero. Ibland räknas även tango in.
Mer specifikt syftar latinamerikansk dans på de danser som tillsammans med standarddanserna utgör grenen tiodans inom danssporten. Dessa är samba, rumba, cha-cha-cha, pasodoble och jive.